# Thierry Champion
Pour les articles homonymes, voir Champion (homonymie).
Thierry Champion, né le 31 août 1966 à Bagnols-sur-Cèze, est un joueur et entraîneur de tennis français.

## Carrière

### Joueur
Joueur de fond de court, défenseur acharné et contreur très efficace notamment sur terre battue, il commence sa carrière en 1981, année où il devient champion d'Europe cadet par équipe. En 1982, il remporte le championnat de France de la même catégorie. Il atteint les quarts de finale à Roland-Garros en 1990 alors qu'il sort des qualifications. Blessé, il s'incline contre le futur vainqueur du tournoi, Andrés Gómez. Son point fort est son revers, considéré alors comme l'un des plus beaux du circuit.
En 1991, après avoir battu l'Américain Pete Sampras au second tour de Roland-Garros, il réalise l'exploit d'atteindre les quarts de finale de Wimbledon en battant notamment Pat Cash avant de s'incliner face à Stefan Edberg.
Vainqueur de tournois challengers, il est l'auteur d'une belle carrière (vainqueur du National en 1987). Il fut aussi sélectionné en simple en Coupe Davis contre la Suisse en quart de finale en 1992 mais récolte deux défaites contre Marc Rosset et Jakob Hlasek.
Thierry Champion s'est illustré - bien malgré lui - lors du 2e tour de Roland Garros 1993, où il s'incline en 60 minutes (record du tournoi) 0-6, 0-6, 0-6 (l'un des 5 répertoriés en tournoi du Grand Chelem) face au futur vainqueur, l'Espagnol Sergi Bruguera. Ce dernier avait lui-même encaissé au 1er tour de l'édition 1992 un 4-6, 2-6, 1-6 en 67 minutes (précédent record du tournoi) face à Ivan Lendl. Ayant assisté ce jour-là juste avant son match à la victoire d'Arantxa Sánchez Vicario sur Naoko Sawamatsu 6-0, 6-0, il déclare à ce propos : « Je regardais l’évolution du score dans les vestiaires et je me disais qu’il y avait une très grande différence de niveau entre les filles. Mais de là à imaginer que j’allais subir la même correction »,.
Au total, il compte 102 victoires contre 165 défaites sur le circuit professionnel.

### Entraîneur et consultant
À la fin de sa carrière de joueur, il devient entraîneur : Hicham Arazi, Paul-Henri Mathieu, Nicolas Escudé, Gaël Monfils, ou Julien Benneteau ont tous fait appel à ses services. Passé par le Team Lagardère, il a été ensuite entraîneur au Tennis Club de Paris et a été capitaine de l’équipe senior du Tennis club de Paris.
Il entame au cours de l'été 2016 une collaboration avec Benoît Paire, puis au début de 2017, une autre collaboration avec Richard Gasquet, sans quitter Benoît Paire cependant,. Il cesse de coacher ces derniers fin 2017.
Consultant dans différents médias depuis l'arrêt de sa carrière, il officie de 2014 à 2017 sur la chaîne beIN Sports.
À l'automne 2017, il est nommé directeur du haut niveau à la Fédération française de tennis,.

## Palmarès

### Finale en simple messieurs
| No | Date       | Nom et lieu du tournoi                                       | Catégorie | Dotation  | Surface      | Vainqueur     | Score    |  |
| -- | ---------- | ------------------------------------------------------------ | --------- | --------- | ------------ | ------------- | -------- |  |
| 1  | 08-08-1988 | Campionati Internazionali della Valle d'Aosta, Saint-Vincent |           | 125 000 $ | Terre (ext.) | Kent Carlsson | 6-0, 6-2 |  |

### Tournois Challenger (2)
- 2 titres (Montauban, Poznań)
- 3 finales perdues

### Trophée des Légendes
- 2006 : Vainqueur à Roland-Garros avec Guy Forget dans la catégorie « moins de 45 ans »

## Parcours dans les tournois du Grand Chelem

### En simple
| Année | Open d'Australie | Open d'Australie | Internationaux de France | Internationaux de France | Wimbledon       | Wimbledon          | US Open         | US Open        |
| ----- | ---------------- | ---------------- | ------------------------ | ------------------------ | --------------- | ------------------ | --------------- | -------------- |
| 1985  | n.o.             | n.o.             | —                        | —                        | 1er tour (1/64) | Matt Mitchell      | —               | —              |
| 1986  | n.o.             | n.o.             | 1er tour (1/64)          | Aaron Krickstein         | 1er tour (1/64) | Martin Wostenholme | 2e tour (1/32)  | Mats Wilander  |
| 1987  | 3e tour (1/16)   | Anders Järryd    | 2e tour (1/32)           | Andrés Gómez             | —               | —                  | —               | —              |
| 1988  | —                | —                | 2e tour (1/32)           | Jonas Svensson           | 1er tour (1/64) | Alexander Volkov   | 1er tour (1/64) | Martín Jaite   |
| 1989  | 1er tour (1/64)  | Miloslav Mečíř   | 1er tour (1/64)          | Lawson Duncan            | 1er tour (1/64) | Goran Ivanišević   | —               | —              |
| 1990  | —                | —                | 1/4 de finale            | Andrés Gómez             | —               | —                  | 2e tour (1/32)  | Jaime Yzaga    |
| 1991  | 1er tour (1/64)  | Jonas Svensson   | 3e tour (1/16)           | Fabrice Santoro          | 1/4 de finale   | Stefan Edberg      | 2e tour (1/32)  | Anders Järryd  |
| 1992  | 1er tour (1/64)  | Michiel Schapers | 1er tour (1/64)          | Carl Limberger           | 3e tour (1/16)  | Jeremy Bates       | 2e tour (1/32)  | Javier Sánchez |
| 1993  | 2e tour (1/32)   | Amos Mansdorf    | 2e tour (1/32)           | Sergi Bruguera           | —               | —                  | —               | —              |
| 1994  | —                | —                | 2e tour (1/32)           | Richard Krajicek         | —               | —                  | —               | —              |
| 1995  | —                | —                | 2e tour (1/32)           | Francisco Clavet         | —               | —                  | —               | —              |
| 1996  | —                | —                | 2e tour (1/32)           | Jonas Björkman           | 1er tour (1/64) | Jared Palmer       | —               | —              |
| 1997  | 1er tour (1/64)  | Andreï Medvedev  | 3e tour (1/16)           | Àlex Corretja            | —               | —                  | —               | —              |

N.B. : à droite du résultat se trouve le nom de l'ultime adversaire.

## Classements ATP en fin de saison

### En simple
| Année | 1984 | 1985 | 1986 | 1987 | 1988 | 1989 | 1990 | 1991 | 1992 | 1993 | 1994 | 1995 | 1996 | 1997 | 1998 |
| Rang  | 463  | 190  | 128  | 105  | 125  | 404  | 59   | 48   | 98   | 209  | 266  | 191  | 109  | 279  | 712  |

### En double
| Année | 1984 | 1985 | 1986 | 1987 | 1988 | 1989 | 1990 | 1991 | 1992 | 1993 | 1994 | 1995 | 1996 | 1997 |
| Rang  | 509  | 541  | 656  | 357  | 261  | 243  | 618  | 430  | 573  | 604  | 753  | 405  | 1200 | 1313 |

## Victoires sur des joueurs du Top 20
Quelques joueurs battus par Thierry Champion alors qu'ils figuraient parmi les 20 premiers du classement ATP :
- Henri Leconte (no 9) : au 2e tour du Tournoi de Bordeaux en juillet 1986 (victoire sur abandon alors qu'il menait 4-1 au 3e set)
- Andrés Gómez (no 11) : au 1er tour du tournoi de Paris-Indoor en novembre 1987
- Juan Aguilera (no 16) : au 2e tour de Roland-Garros en mai 1990
- Juan Aguilera (no 20) : au 1er tour du Tournoi de Bordeaux en septembre 1990
- Pete Sampras (no 6) : au 2e tour de Roland-Garros en mai 1991
- Goran Ivanišević (no 13) : au 1er tour du Tournoi de Long Island en août 1991